# Унутрашња Картлија
Унутрашња Картлија (груз. შიდა ქართლი [] — Шида Картли) је регија у Грузији. Састоји се од рејона Гори, Каспи, Карели, Џава и Хашури. Главни град је Гори.
Северни делови регије, тачније Џава и северни делови Кареле и Горе, контролише Република Јужна Осетија. Регија се простире на 4.807 km² и има  263.382 становника (2014).

## Етничка структура
- Грузини 94,7%
- Азери 2,1%
- Осети 1,8%
- Јермени 0,8%
- Руси 0,3%[1]